# Guajirolus rondoni
Guajirolus rondoni is een haft uit de familie Baetidae. De wetenschappelijke naam van de soort is voor het eerst geldig gepubliceerd in 2007 door Salles.
De soort komt voor in het Neotropisch gebied.